# Lluer dels pins
El lluer dels pins (Spinus pinus) és una espècie d'ocell de la família dels fringíl·lids (Fringillidae) propi d'Amèrica del Nord. Són aus bastant petites, que fan una llargària d'11-14 cm i un pes de 12-18 g. Becs cònics relativament fins i llargs. Els adults són de marrons pel dors i clars per sota, amb ratlles fosques longitudinals. Cua una mica bifurcada. Ratlles grogues i blanques a les ales.Habita boscos de coníferes d'Amèrica del Nord, criant al sud d'Alaska, centre i sud del Canadà, nord i oest dels Estats Units i muntanyes de Mèxic. Les poblacions septentrionals fan en hivern, moviments cap al sud, ocupant la major part dels Estats Units.